# Shine (álbum de Estelle)
Shine é o segundo álbum de estúdio da cantora Estelle, lançado em 2008.

## Faixas
1. "Wait A Minute (Just A Touch)" (Prod. By Will.I.Am) - 3:42
2. "No Substitute Love" (Prod. By Wyclef Jean & Jerry "wonda" Duplesis) - 3:34
3. "American Boy" (Ft. Kanye West) (Prod. By Will.I.Am) - 4:45
4. "More Than Friends" (Prod. By Keezo Kane) - 4:25
5. "Magnificent" (Ft. Kardinal Offishall) (Prod. By Mark Ronson) - 3:57
6. "Come Over" (Prod. By Supa Dups) - 3:41
7. "So Much Out The Way" (Prod. By Wyclef Jean & Jerry "wonda" Duplesis) - 4:05
8. "In The Rain" (Prod. By Johnny Douglas) - 4:08
9. "Back In Love" (Prod. By Steve Mckie) - 4:02
10. "You Are" (Ft. John Legend) (Prod. By Tom Craskey) - 3:30
11. "Pretty Please (Love Me)" (Ft. Cee-Lo) (Prod. By Jack Splash) - 3:58
12. "Shine" (Prod. By Swizz Beatz) - 3:49